# Поспелова, Мария Алексеевна
Мария Алексеевна Поспелова (1780—1805) — российская писательница и поэтесса.

## Биография
Мария Поспелова родилась 6 (17) января 1780 года; отец её был мелкий чиновник, служивший в Москве и имевший многочисленное семейство. Поспелова, одаренная мечтательной душой, рано стала мыслить и задумываться над всем «величественным, сияющим во всех частях природы», которую впоследствии и считала первой своей наставницей. 
Обладая большой любовью к занятиям, Поспелова могла учиться только урывками, под руководством своих старших сестёр, а также поэта Василий Сергеевич Подшивалова, который весьма содействовал развитию ее эстетических стремлений, а впоследствии был и цензором её сочинений. Под его наставничеством Мария Алексеевна Поспелова и выступила на литературное поприще, начав печатать мелкие пьесы в журнале Подшивалова «Приятное и полезное препровождение времени» 1795 года. В это же время она усердно изучала французский язык и занималась музыкой и рисованием. 
С двенадцатилетнего возраста Поспелова все чаще и чаще начинает появляться в печати с торжественными одами на разные случаи. В 1790-х годах отец Поспеловой умер, оставив на руках жены всю свою многочисленную семью. Определив на службу сыновей и выдав старших дочерей замуж, вдова Поспелова осталась с младшей дочерью. В 1798 году один из родственников писательницы — Фёдор Тимофеевич Поспелов издал во Владимире ее стихотворные и прозаические сочинения под вычурным заглавием «Лучшие часы жизни моей». Большая часть пьес этого сборника, за исключением торжественных од, написана в сентиментальном духе, некоторые проникнуты неподдельным чувством и отличаются мрачным мировоззрением. 
За этим сборником следует целый ряд од и песней, написанных М. А. Поспеловой в обычном духе торжественной лирики. За «Оду на разбитие генерала Массены в Швейцарии Суворовым» (М. 1799) российский император Павел I прислал юной поэтессе бриллиантовый перстень, что заставило заговорить об ней всю Москву. В 1801 году, по настоянию Державина, Хераскова, Карамзина и других литераторов, издано было в Москве второе собрание сочинений Поспеловой в стихах и прозе: «Некоторые черты природы и истины, или оттенки мыслей и чувств моих». Характер пьес, помещенных в этом сборнике, определяется уже посвящением книги «душам благородным и чувствительным», к которым Поспелова и обращается в своем предисловии. Все прозаические пьесы и некоторые стихотворения, помещенные здесь, написаны в духе карамзинского сентиментализма. 
В 1803 году Мария Алексеевна Поспелова переехала с одной из сестёр в столице Российской империи город Санкт-Петербург, куда муж последней переводился на службу. Продолжая и здесь заниматься литературой, она написала роман «Альманзор», являющийся по свидетельству ее биографа В. М. Федорова, подражанием «Атале» Шатобриана, и «Георгий, или Отрочь монастырь», историческое предание, написанное белыми стихами. Впрочем, из-за отъезда из Петербурга, оба эти сочинения остались неоконченными. Последним напечатанным сочинением Поспеловой была «Ода на высокоторжественнейший день рождения Его Величества Государя Императора Александра Павловича, Самодержца Всероссийского» (СПб. 1803 год). 
В 1804 году, по просьбе матери, Поспелова возвратилась в Москву, но вскоре сильно простудилась, что, в связи с семейным горем, вызванным смертью трёх её маленьких племянниц, имело своим последствием чахотку, развития которой не смогли остановить лучшие московские врачи. Проболев более года, Мария Алексеевна Поспелова скончалась 8 (20) сентября 1805 года в Москве и была похоронена в Донском монастыре.